# Иванов, Сергей Леонидович
Иванов Сергей Леонидович (10 мая 1880, Москва — 4 августа 1960, Москва) — ботаник, биохимик, физиолог растений.

## Биография
Окончил Императорский Московский университет в 1903 г. профессор (1917), доктор биологических наук (1935). Дал общую схему маслообразовательного процесса (1906—1913). Его работа «Естественная классификация растительных масел» была представлена на съезде русских ботаников в 1921 г. В 1928 году выступил на Третьем съезде ботаников с докладом «Климаты Союза ССР и химическая деятельность растений». Разработал учение о зависимости хода биохимических процессов в растениях от климата и положения растений в филогенетической системе.
Преподаватель Варшавского политехнического института (1915—1918), проректор по научной работе Нижегородского университета (1918—1919), зав. кафедрой анатомии и физиологии растений. По совместительству читал лекции в Иваново-Вознесенском политехническом институте. С 1919 по 1922 годы работал на естественно-географическом факультете Нижегородского педагогического института.
В 1923—1930 — профессор кафедры технологии жировых веществ Московского химико-технологического института им. Д. И. Менделеева; один из руководителей специальности «Производство жиров, мыл, растительных и эфирных масел», читал общий курс «Анатомия и физиология растений» и у студентов первых выпусков МХТИ (1923/24) все специальные предметы (дополнительные главы органической химии).
Профессор-естественник Московского педагогического института им. А. С. Бубнова.
В 1941—1944 годах — зав. кафедрой ботаники Красноярского государственного педагогического института.
В 1944—1946 гг. — декан агрономического факультета Волгоградского госсельхозинститута.